# زجاج تيفاني

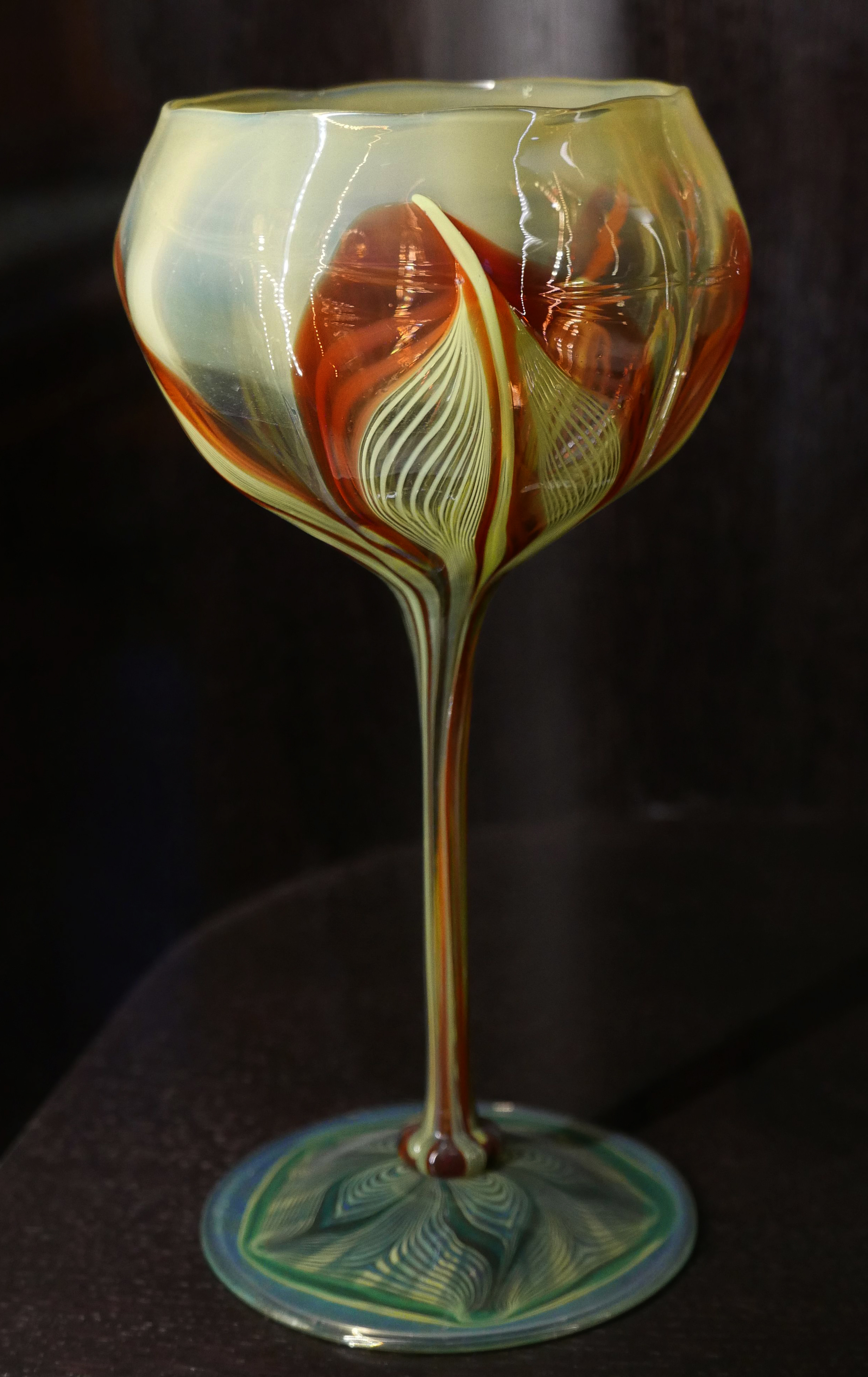
ماك وين: كأس لويس كومفورت تيفاني (1896)

يشير مصطلح «زجاج تيفاني» إلى أنماط الزجاج العديدة والمتنوعة التي طُوّرت وأنتجت منذ عام 1878 وحتى عام 1933 في استوديوهات تيفاني في نيويورك، من قبل لويس كومفورت تيفاني وفريق من مصممين آخرين، من ضمنهم كلارا دريسكول وأغنيس إف. نورثروب وفريدريك ويلسون.
سافر تيفاني في عام 1865 إلى أوروبا وزار متحف فيكتوريا وألبرت في لندن. تركت مجموعة الزجاج الروماني والسوري الشاملة أثرًا عميقًا في نفسه. أعجب بشدة بألوان زجاج العصور الوسطى واقتنع تمامًا بإمكانية إدخال تحسينات إلى نوعية الزجاج المعاصر. عبّر في إحدى المرات بكلماته الخاصة: «تعود التدرجات اللونية الغنية، من ناحية إلى استخدام وعاء معدني مذاب مليء بالشوائب، ومن ناحية أخرى إلى السماكة المتفاوتة للزجاج، لكن السبب الأساسي لذلك هو امتناع صانع الزجاج في تلك الأيام عن استخدام الطلاء».
كان تيفاني مصمم ديكور داخلي. تحول اهتمامه عام 1878 نحو إنتاج الزجاج الملون، عندما لم يتمكن من العثور على أنواع الزجاج التي احتاجها ورغب فيها في الديكور الداخلي، فافتتح استوديو خاص به لصناعة الزجاج. أصبح مشهورًا ليس فقط بسبب إبداعه في تصميم النوافذ بل أيضًا بسبب إنتاج المادة التي تُصنع منها هذه النوافذ. أراد تيفاني من الزجاج بحد ذاته، أن ينقل الملمس والألوان الغنية، فطوّر نوع من الزجاج أسماه «فافريل».
صُنع هذا الزجاج في مصنع تيفاني الواقع في جادة 43 رقم 96-18 في قسم كورونا في كوينز منذ عام 1901 حتى عام 1932.

## الأنواع

### الزجاج البرّاق
يستخدم مصطلح «الزجاج البراق» عادة لوصف الزجاج الذي يوجد فيه أكثر من لون. تنصهر هذه الألوان خلال التصنيع، على عكس الزجاج المومض الذي من الممكن أن يكون فيه لونين فقط، أو الزجاج الفضي الملون الذي يضاف إليه محلول نترات الفضة بشكل سطحي، بحيث يتحول الزجاج الأحمر إلى برتقالي والزجاج الأزرق إلى أخضر. استُخدم الزجاج البراق من قبل العديد من استوديوهات الزجاج في إنجلترا بين ستينيات وسبعينيات القرن التاسع عشر فصاعدًا، بشكل خاص هيتون وباتلير وباين، فأصبح استخدامه شائعًا بكثرة. يعتبر الزجاج البراق أساسًا لنطاق واسع من أنواع الزجاج الأخرى التي أنتجها تيفاني.

### زجاج فافريل
سجل تيفاني براءة اختراع لزجاج فافريل في عام 1892. يمتلك هذا الزجاج خواصًا فريدة يتميز بها كذلك زجاج العصور القديمة الكلاسيكية، فهو يحوي تقزحًا لونيًا على سطحه الخارجي. يسبب هذا التقزيح اللوني لمعانًا للسطح ولكنه يعطي في المقابل درجة من الكمود. ينتج هذا الأثر اللوني القزحي عن طريق مزج ألوان مختلفة من الزجاج مع بعضها البعض أثناء مرحلة التسخين. كتب تيفاني: 
«يتميز زجاج تيفاني بتدرجات لونية عميقة مذهلة، تشبه عادة ألوان قوس قزح كما في أجنحة بعض الفراشات الأمريكية، وأعناق بعض طيور الحمام وطيور الطاووس والأغطية الجناحية للعديد من الخنافس».

### الزجاج المتموج
يشير مصطلح الزجاج المتموج إلى لوح من الزجاج مثبت على سطحه نمط معين من الخطوط الزجاجية. استخدم تيفاني هذا النمط من النسيج الزجاجي ليعبر، على سبيل المثال عن منظر الأغصان والفروع والعشب.
يُصنع الزجاج المتموج من الزجاج المنصهر حتى درجة حرارة عالية جدًا، حيث يُجمع في نهاية قضيب معدني خاص لصناعة الزجاج. يتأرجح هذا القضيب بسرعة أمامًا وخلفًا ومن ثم يُمط إلى خيوط طويلة تبرد بسرعة وتتصلب. تُضغط هذه الخيوط المتموجة المصنوعة يدويًا على السطح الزجاجي المنصهر أثناء عملية اللف لتصبح ملتحمة معه بشكل دائم.

### الزجاج المكسور
يشير مصطلح الزجاج المكسور إلى لوح زجاجي ذو شكل غير منتظم، مع رقائق زجاجية رفيعة جدًا مثبتة على سطحه. استخدم تيفاني هذا النمط من الزجاج ليعبر مثلًا عن أوراق الأشجار التي تُرى من مسافة.
تدعى هذه الرقائق الزجاجية غير المنتظمة بالكسور، وتصنع من الزجاج الملون المنصهر الحار جدًا، والذي يُجمع في نهاية أنبوب النفخ الخاص بصناعة الزجاج. تُنفخ فقاعة كبيرة بقوة حتى تتمدد جدرانها بسرعة ثم تبرد وتتصلب. تمتلك الفقاعة الناتجة جدرانًا زجاجية رقيقة رقة الورق وتُكسّر مباشرة بعد ذلك إلى شظايا. تُضغط هذه الشظايا التي نُفخت وصُنعت يدويًا على السطح الزجاجي المنصهر أثناء عملية اللف لتصبح ملتحمة معه بشكل دائم.

### الزجاج المتموج المكسور
يشير هذا المصطلح إلى لوح زجاجي يحوي خيوطًا زجاجية غير منتظمة الشكل ورقائق زجاجية رفيعة مثبتة على السطح. استخدم تيفاني هذا النمط من الزجاج ليعبر على سبيل المثال عن الأغصان والفروع والعشب وأوراق الأشجار التي تُرى من مسافة.
تجري عملية التصنيع كما هو مذكور سابقًا باستثناء أنه خلال عملية اللف، تُطبق معًا كل من الشظايا الزجاجية المكسورة والخيوط الزجاجية المتموجة على السطح الزجاجي المنصهر.

### الزجاج الحلقي المرقط
يشير هذا المصطلح إلى لوح زجاجي يحوي بقعًا واضحة. نتجت هذه البقع عن إحماء مواد ظليلة موضعية وكذلك عن عملية تنمية البلورات. اخترع تيفاني هذا النمط من الزجاج في بدايات القرن العشرين. وظّف تيفاني بأسلوبه المميز، الزجاج الذي يحوي تنوعًا في الزخارف، مثل الموجودة في نمط الزجاج المرقط واعتمد بشكل ضئيل جدًا على التفاصيل الملونة.
نُسيت وفُقدت التركيبة السرية لصناعة الزجاج المرقط بعد إغلاق استديو تيفاني عام 1928. أُعيد اكتشاف هذا النمط من الزجاج في أواخر الستينيات من قبل إريك لوفيل من أوروبورس غلاس. استُخدم بشكل تقليدي للتعبير عن التفاصيل العضوية على أوراق الشجر وغيرها من العناصر الطبيعية. يجد هذا النمط من الزجاج، أي الحلقي المرقط، مكانًا له في الأعمال المعاصرة عندما يُراد التعبير عن أنماط مجردة.

### الزجاج المترقرق
يشير هذا المصطلح إلى نمط من الزجاج يتميز بوجود أمواج على سطحه. استخدم تيفاني هذا النمط من الزجاج ليعبر مثلًا عن الماء أو العروق الورقية النباتية.
نحصل على هذا الملمس خلال عملية تشكل اللوح الزجاجي. يصنع هذا اللوح من زجاج منصهر مع بكرة تدور بنفسها أثناء سيرها إلى الأمام على طول اللوح. عادة ما تدور البكرة بنفس سرعة تقدمها الأمامي، تمامًا كبكرة البخار التي تسوّي الإسفلت. ينتج عن ذلك لوح زجاجي ذو سطح ناعم أملس. أما للحصول على ملمس الزجاج المترقرق الأشبه بالتموجات، فإن البكرة تدور حول نفسها بسرعة أكبر من تقدمها نحو الأمام، فيبقى أثر التموجات إلى أن يبرد الزجاج.

### الزجاج القماشي
يشير هذا المصطلح إلى لوح زجاجي مطوي بشدة إلى درجة تشبه طيات القماش. صنع تيفاني كميات وافرة منه لزجاج نوافذ الكنائس الملون، مضيفًا بذلك تأثيرًا ثلاثي الأبعاد لأجنحة الملائكة والأردية الفضفاضة، وكذلك لتقليد الملمس الخشن لبتلات نبات المغنوليا.
يتطلب صنع هذا الزجاج الكثير من المهارة والخبرة. يتمثل ذلك في تمرير بكرة يدوية صغيرة الأبعاد على لوح زجاجي منصهر مع تطبيق قوة كافية لإنتاج تموجات قاسية على السطح، في حين يتم طي وثني اللوح بأكمله. تصبح هذه التموجات صلبة ودائمة عندما يبرد الزجاج. يكون كل لوح يُصنع بهذه الطريقة الحرفية، مميزًا وفريدًا من نوعه.

## تقنيات القطع
للحصول على الزجاج المتموج أو المتكسر أو المترقرق، من الممكن خدش اللوح الزجاجي من على الجانب باستخدام قاطع زجاج كربيدي، ومن ثم كسره في مكان الخدش بواسطة كماشة خاصة.
للحصول على قطع الزجاج القماشي، يوضع اللوح الزجاجي على ستيروفوم (مادة بلاستيكية صلبة)، يُخدش بواسطة قاطع زجاج كربيدي ويُكسر من مكان الخدش باستخدام الكماشة، لكن يفضل أن يُنفذ الكسر باستخدام منشار شريطي أو منشار حلقي.